# 1680'erne
Århundreder: 16. århundrede – 17. århundrede – 18. århundrede
Årtier: 1630'erne 1640'erne 1650'erne 1660'erne 1670'erne – 1680'erne – 1690'erne 1700'erne 1710'erne 1720'erne 1730'erne
År: 1680 1681 1682 1683 1684 1685 1686 1687 1688 1689
Begivenheder
Personer